# مزدوج الألفة

للشحميات الفسفورية خاصية ازدواج الألفة.

مزدوج الألفة أو متقابلة الزمر (باللاتينية: Amphiphile) مأخوذة من اليونانية (αμφις = amphis = مزدوج) + (φιλια = philia = حب). هو مصطلح مركب كيميائي يصف امتلاك خاصيتي حب الماء وحب الدهون. يشكل ذلك الأساس لعدد من المجالات البحثية في المجالات الكيميائية والكيمياء الحيوية، ولا سيما تعدد الأشكال الدهنية. تحتوي المركبات العضوية على مجموعات محبة للماء في كلتا نهايتي الجزيء المتطاول وتسمى (bolaamphiphilic). ومن المواد الشائعة على مزدوجات الألفة هي الصابون،المنظفات والبروتينات الدهنية.